# L'escurçó negre
L'escurçó negre (Blackadder en l'original anglès) és una sèrie de televisió de la BBC de la qual se'n rodaren quatre temporades del 1983 al 1989. La primera temporada va ser escrita per Richard Curtis i Rowan Atkinson, mentre que les següents ho van ser per Curtis i per Ben Elton. Va ser protagonitzada per Rowan Atkinson com l'antiheroi Edmund Escurçó Negre i per Tony Robinson com el seu company/burro de càrrega, Baldrick.
El 2000, L'escurçó negre es posa en camí va arribar al 16è dels 100 Millors Programes de Televisió Britànica; i el 2004 va ser votada pels britànics com la segona millor sitcom de tots els temps, només superada per Only Fools and Horses. També va ocupar el 20è lloc a la llista d'Empire Magazine com el Millor show televisiu de tots els temps.
Als Països Catalans, fou emesa per TV3 (1989) i 8tv. Joan Pera va dirigir el rodatge i va posar veu a L'Escurçó.
Les quatre temporades foren les següents:
1. L'escurçó negre I (1983). Passa el 1485
2. L'escurçó negre II (1986). Durant el regnat d'Elisabet I
3. L'escurçó negre III (1987). Durant el regnat de Jordi III
4. L'escurçó negre IV (L'Escuró Negre es posa en camí) (1989). Durant la I Guerra Mundial (1914-1918)

## Primera temporada
La primera temporada de la sèrie va ser escrita per Richard Curtis i Rowan Atkinson, i produïda per John Lloyd. Va ser originalment emesa pel primer canal de la BBC entre el 15 de juny i el 20 de juliol de 1983.
Ambientada a l'Anglaterra medieval, la sèrie va ser escrita com una història secreta que explica que el Rei Ricard III guanyà la batalla del Camp de Bosworth, només per ser assassinat accidentalment, i és succeït per Ricard IV, un dels Prínceps de la Torre. La sèrie segueix els fracassos del maldestre segon fill de Ricard, Edmund (que es fa dir L'escurçó negre) en els seus diversos intents per augmentar la seva posició davant del seu pare i la seva recerca per substituir-lo.
Concebuda mentre que Atkinson i Curtis treballaven a Not the Nine O'Clock News, la sèrie tracta còmicament diversos aspectes de la vida medieval anglesa, com la bruixeria, la successió reial, les relacions europees, les Croades, i el conflicte entre la Corona i l'Església. La filmació era molt ambiciosa, amb un gran repartiment i moltes localitzacions. A més, la sèrie utilitzava diàlegs shakespearians, sovint adaptats per a un efecte còmic.

### Personatges
- Edmund, Príncep d'Edimburg (Rowan Atkinson)
- Baldrick (Tony Robinson)
- Lord Percy (Tim McInnery)
- Rei Ricard IV (Brian Blessed), que correspon al personatge històric de Richard de Shrewsbury, Duc de York, i que en realitat mai va arribar a ser rei.
- Reina (Elspet Gray)
- Harry, Príncep de Gal·les (Robert East)

## Segona temporada: L'escurçó negre II
L'escurçó negre II està situada a Anglaterra, durant el regnat de la Reina Elisabet I (1558-1603), interpretada per Miranda Richardson. El principal personatge és Edmund, Lord Escurçó Negre, el besnet de l'Escurçó Negre original. Durant la sèrie, sovint té contacte amb la Reina, el seu pretensiós Lord Camarleng, lord Melchett (Stephen Fry) i la seva vella dida (Patsy Byrne).
Seguint a les peticions de millora de la BBC per fer la sèrie, es van fer diversos canvis. En aquesta van aparèixer els trets familiars característics de l'Escurçó Negre: astut, perspicaç i enginyós, en un clar contrast amb el Príncep Edmund de la primera temporada, que era més aviat pallús. Per fer-lo més efectiu, es rodaria amb menys exteriors que a la primera temporada.

### Personatges
- Lord Edmund Blackadder (Rowan Atkinson)
- Baldrick (Tony Robinson)
- Lord Percy Percy (Tim McInnery)
- Reina Elisabet I (Miranda Richardson)
- Dida (Patsy Byrne)
- Lord Melchett (Stephen Fry)
- Príncep Ludwig l'indestructible (Hugh Laurie)

## Tercera temporada

### Personatges
- Edmund Blackadder, majordom del Príncep (Rowan Atkinson)
- Baldrick (Tony Robinson)
- Príncep de Gal·les, futur rei Jordi IV del Regne Unit (Hugh Laurie)[2]
- Sra. Miggins (Helen Atkinson-Wood)

## Quarta temporada

### Personatges
- Capità Edmund Blackadder (Rowan Atkinson)
- Soldat Baldrick (Tony Robinson)
- Tinent George (Hugh Laurie)[2]
- General Melchett (Stephen Fry)[2]
- Capità Reina (Tim McInnery)[2]

## Capítols especials
La sèrie té tres episodis especials, dels quals 2 s'han doblat al català. A més, existeix un episodi pilot inèdit i diverses aparicions en diversos mitjans.

## Doblatge al català[7]
| Actor original   | Veu en català   | Personatge                     |
| ---------------- | --------------- | ------------------------------ |
| Rowan Atkinson   | Joan Pera       | Edmund 'L'Escurçó Negre'       |
| Tony Robinson    | Enric Arredondo | Baldrick                       |
| Tim McInnerny    | Lluís Posada    | Lord Percy / Capità Reina      |
| Stephen Fry      | Fèlix Benito    | Lord Melchett                  |
| Hugh Laurie      | Pep Sais        | Príncep George / Tinent George |
| Alex Norton      | Lluís Marco     | Douglas McAngus                |
| Elspet Gray      | Roser Cavallé   | La reina                       |
| Patrick Malahide | Abel Folk       | Guy de Glastonbury             |
| Paul Brooke      | Carles Canut    | Pare Bellows                   |